# Fundação Internacional de Comunicação
A Fundação Internacional de Comunicação (F.I.C) é uma instituição jurídica sem fins lucrativos sediada na cidade de São Paulo que pertence à Igreja Internacional da Graça de Deus, fundada pelo missionário Romildo Ribeiro Soares. A Fundação Internacional de Comunicação atua na área de emissoras de televisão aberta. Esta empresa fundada no dia 18 de outubro de 2002 possui 4 estabelecimentos, entre filiais, sucursais, agências e outras organizações, além do SBT MS, emissora afiliada ao Sistema Brasileiro de Televisão em Campo Grande, MS.

## Segmentos

### Televisão
- Rede Internacional de Televisão
- RIT São Luís
- RIT MS
- RIT Notícias
- Canal da Juventude Cristã (CJC)[6]
- SBT MS
- TV Guanandi
- TV Primavera
- TV Sul Bahia
- TV O Dia[7][nota 1]
- TV Farol[9][10]
- TV Boa Ventura[11][12]
- TV Nova Conexão[13][14]

### Operadora de TV
- Nossa TV

### Rádio
- Nossa Rádio
- Rádio Relógio

### Editora
- Graça Editorial

### Gravadora
- Graça Music

### Produtora
- Graça Filmes

### Loja Virtual
- Shopping do Povo[15]

### Revista
- Revista Graça/Show da Fé